# Abraham van Riebeeck

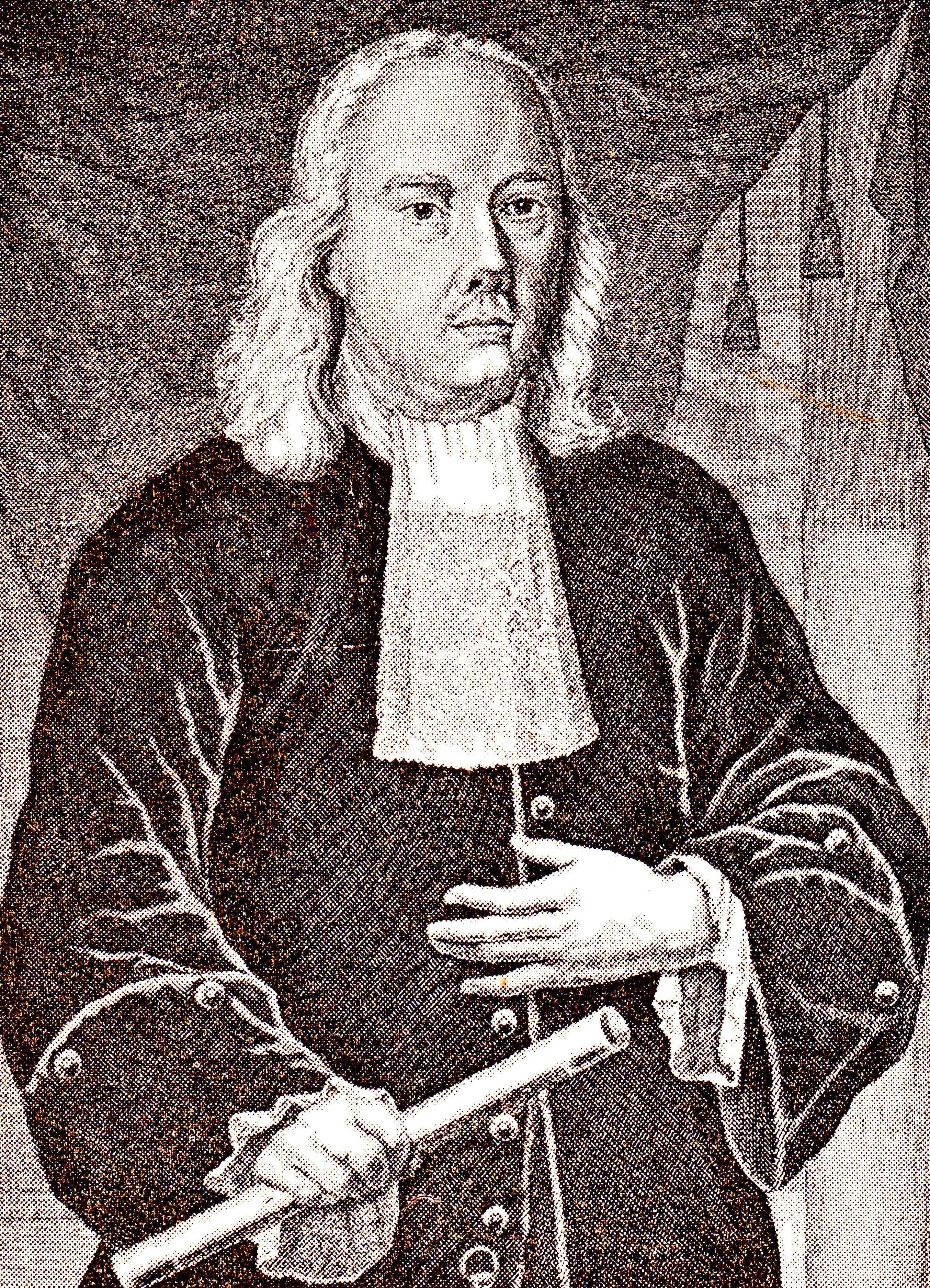
Abraham van Riebeeck

Abraham van Riebeeck (* 18. Oktober 1653 in der Kapkolonie, heutiges Südafrika; † 17. November 1713) war von 1709 bis zu seinem Tod im Jahre 1713 Generalgouverneur von Niederländisch-Indien. Er war auch ein Entdecker, der mehrere kleinere und größere Reiseunternehmungen in den ostindischen Inseln betrieb.
Nachdem er 1676 sein Studium abgeschlossen hatte, trat er als Kaufmann in die niederländische Ostindien-Kompanie ein.
Eine seiner Kinder war Johanna Maria van Riebeeck (1679–1759), die seinen Vorgänger Joan van Hoorn heiratete.